# Essai sur la théorie de l'histoire dans l'Allemagne contemporaine
Essai sur la théorie de l'histoire dans l'Allemagne contemporaine. La philosophie critique de l'histoire est un livre du sociologue français Raymond Aron paru en 1938.